# Jackals du New Jersey
Les Jackals du New Jersey (en anglais : New Jersey Jackals) sont une équipe professionnelle de baseball basée à Paterson, au New Jersey. Fondée en 1998, elle évolue dans la Ligue Frontière, une ligue indépendante partenaire avec la Ligue majeure. Le domicile des Jackals est le Hinchliffe Stadium.

## Histoire
Basés au stade Yogi Berra de Little Falls, dans le comté de Passaic depuis leur fondation, les Jackals déménagent en 2023 au stade Hinchliffe, à Paterson, à cinq kilomètres de leur ancien domicile.

## Logos et uniformes
Les couleurs officielles des Jackals du New Jersey sont le rouge, le noir et le blanc. Le logo principal est composé de plusieurs éléments, dont les initiales NJ pour l'État du New Jersey et le nom de l'équipe, celui-ci utilisant pour première lettre le J de Jersey. Une balle de baseball stylisée et une tête de chacal, situés au-dessus des initiales dans la partie supérieure droite, vient compléter le logo. Les initiales et le mot « Jackals » sont de couleur noire avec des bordures rouges et blanches.
Les Jackals portent une casquette noire pour les matchs joués à domicile et une casquette rouge pour les matchs à l'extérieur. L'uniforme des Jackals à domicile est blanc avec le mot Jackals au centre du chandail, tandis que l'uniforme porté en déplacement est gris et porte la mention « New Jersey » sur le devant.